# Springfield, Quận Dane, Wisconsin
Springfield là một thị trấn thuộc quận Dane, tiểu bang Wisconsin, Hoa Kỳ. Năm 2010, dân số của thị trấn này là 2.622 người.